# Tyquendo Tracey
Pour les articles homonymes, voir Tracey.
Tyquendo Tracey (né le 10 juin 1993) est un athlète jamaïcain, spécialiste des  épreuves de sprint.

## Biographie
Il remporte la médaille d'argent du relais 4 × 100 mètres lors des championnats du monde juniors de 2012.
Il participe aux séries du relais 4 × 100 m des championnats du monde 2017, à Londres, et permet à son équipe d’accéder à la finale.
En 2018, lors de la coupe du monde d'athlétisme, à Londres, il remporte l'épreuve du 100 m en 10 s 03, nouveau record personnel, et se classe par ailleurs deuxième de celle du  4 × 100 m.
Le 21 juillet, lors du meeting de Londres, il bat son record personnel en 9 s 96 en qualifications pour terminer 6e avec 9 s 98.

## Palmarès
| Date | Compétition                   | Lieu      | Résultat | Épreuve   | Temps   |
| ---- | ----------------------------- | --------- | -------- | --------- | ------- |
| 2012 | Championnats du monde juniors | Barcelone | 2e       | 4 x 100 m | 38 s 97 |
| 2014 | Championnats NACAC espoirs    | Kamloops  | 2e       | 100 m     | 10 s 21 |
| 2014 | Championnats NACAC espoirs    | Kamloops  | 2e       | 4 x 100 m | 38 s 78 |
| 2018 | Coupe du monde                | Londres   | 1er      | 100 m     | 10 s 03 |
| 2018 | Coupe du monde                | Londres   | 2e       | 4 x 100 m | 38 s 52 |
| 2018 | Championnats NACAC            | Toronto   | 1er      | 100 m     | 10 s 03 |

## Records
| Épreuve | Temps  | Lieu    | Date            |
| ------- | ------ | ------- | --------------- |
| 100 m   | 9 s 96 | Londres | 21 juillet 2018 |